# Флоиссак, Винсент
Сэр Винсент Фредерик Флоиссак (англ. Sir Vincent Frederick Floissac, 31 июля 1928 год — 25 сентября 2010) — и. о. генерал-губернатора Сент-Люсии (1987—1988).

## Биография
- 1969—1975 гг. — заместитель председателя Палаты Собрания (нижней палаты парламента) страны.
- 1979—1983 гг. — первый президент Сената Сент-Люсии.
- 1983—1988 гг. — заместитель генерал-губернатора,
- 1987—1988 гг. — и. о. губернатора Сент-Люсии.
- 1988—1991 гг. — член апелляционного суда Сейшельских островов.
- 1991—1996 гг. — главный судья и председатель Восточно-Карибского Верховного суда (ECSC).

Командор Ордена Британской империи (1973).